# Une belle journée
Pour plus de détails, voir Fiche technique et Distribution.
Une belle journée (On a Clear Day) est un film britannique réalisé par Gaby Dellal, sorti en janvier 2005.

## Synopsis
Rien ne va plus pour Frank, 55 ans, licencié de son chantier naval après trente-cinq ans de bons et loyaux services. Pour la première fois de sa vie, ce grand travailleur se sent perdu et sans repères. Pour redonner un but à sa vie et ne pas sombrer dans la dépression, Frank, entraîné par quelques potes aussi barges que lui, décide de traverser la Manche à la nage...

## Fiche technique
- Titre : Une belle journée
- Titre original : On a Clear Day
- Réalisation : Gaby Dellal
- Scénario : Alex Rose
- Musique : Stephen Warbeck
- Photographie : David Johnson
- Montage : Robin Sales et John Wilson
- Décors : Mark Leese
- Production : Dorothy Berwin, Sarah Curtis, Bill Allan, Steve Christian, Leonard Crooks, Nick Hill et Andy Mayson
- Pays d'origine :  Royaume-Uni
- Format : couleurs - 1,85:1 - Dolby Digital - 35 mm
- Genre : Comédie dramatique
- Durée : 105 minutes
- Dates de sortie : janvier 2005 (festival de Sundance), 2 septembre 2005 (Royaume-Uni), 7 décembre 2005 (France), 8 mars 2006 (Belgique)

## Distribution
- Peter Mullan (V. F. : Hervé Furic) : Frank
- Brenda Blethyn (V. F. : Nanou Garcia) : Joan
- Billy Boyd (V. F. : Olivier Brun) : Danny
- Ron Cook (V. F. : Sylvain Clément) : Norman
- Shaun Dingwall : L'observateur
- Jodhi May : Angela
- Sean McGinley (V. F. : Christian Ruche) : Eddie
- Paul Ritter : Mad Bob
- Michelle Rodley : La fille du magasin
- Jamie Sives (V. F. : Serge Faliu) : Rob
- Anne Marie Timoney : Michelle
- Benedict Wong (V. F. : Loïc Houdré) : Chan

Source et légende : Version française (V. F.) sur le site d’AlterEgo (la société de doublage)

## Distinctions
- Nomination au prix Douglas Hickox, lors des British Independent Film Awards 2005.
- Nomination au Grand Prix du Jury, lors du Festival du film de Sundance 2005.